# John F. Street
John F. Street es un expolítico estadounidense que fue alcalde de Filadelfia. Nació el 15 de octubre de 1943 y ganó las elecciones del año 2000 hasta las de 2007, entre ellas las de 2003 cuando Michael Nutter se lo arrebató. Estudió en la Universidad de Temple y después de las elecciones de 2007, fue profesor en esta universidad.
| Predecesor: Ed Rendell | Alcalde de Filadelfia 2000-2008 | Sucesor: Michael Nutter |

- Datos: Q721066
- Multimedia: John F. Street / Q721066